# Federico Magallanes
Gerardo Federico Magallanes González (Montevideo, 22 de agosto de 1976) es un exfutbolista uruguayo. Con la selección uruguaya participó en la Copa América 1999 y en la Copa Mundial de Fútbol de 2002. También es conocido como el «Pelusa» Magallanes.

## Trayectoria
A los diecisiete años debutó con Peñarol, y tras despuntar en tres temporadas seguidas fichó por el Atalanta de Bérgamo, club en el que estuvo dos años. 
Del Atalanta fue fichado por el Real Madrid, pero como no tenía sitio en el club blanco fue cedido por este al Racing de Santander donde no terminó de cuajar.Luego volvió al Real Madrid y disputó solamente 3 partidos en toda la temporada, razón por la cual fue cedido al final de temporada al Defensor Sporting Club, de nuevo volvió a destacar, como en sus primeros años en Peñarol, así que el Racing le buscó para el año siguiente.
Aquel año descendió con el Racing, al año siguiente vuelve al fútbol italiano, concretamente con el Venecia, donde vuelve a descender, del Venecia pasa al Torino que también desciende tras haber ascendido un año antes. 
Después de su paso por el Torino quedó sin equipo, y a los pocos meses es fichado por el Sevilla, pero en el club hispalense no tiene oportunidades así que abandona el club, y la temporada siguiente sin equipo empieza a entrenar con el Albacete B de tercera división, hasta que a mediados de esa temporada ficha por el Éibar de la segunda división española, pero aquí tampoco tiene suerte porqué el club desciende. Así que Magallanes a los 29 años abandona el fútbol por un tiempo pero vuelve a jugarlo en la temporada 2006/2007 y lo hace para el club francés Dijon FCO de la Ligue 2 de Francia, solamente juega 2 partidos, siendo su último partido el 27 de abril de 2007, jugando de titular y empatando con el AS Creteil en un gol por bando
En septiembre de 2008 ficha por el Mérida Unión Deportiva de la Segunda División B española, equipo en el que se retiró en marzo de 2009. 

### Participaciones internacionales con la selección uruguaya
| Torneo                         | Sede                  | Resultado    |
| ------------------------------ | --------------------- | ------------ |
| Copa América 1999              | Paraguay              | Subcampeón   |
| Copa Mundial de Fútbol de 2002 | Corea del Sur y Japón | Primera fase |

## Clubes
| Club                | País    | Año       | Partidos | Goles |
| ------------------- | ------- | --------- | -------- | ----- |
| Peñarol             | Uruguay | 1994-1996 | 61       | 17    |
| Atalanta            | Italia  | 1996-1998 | 24       | 3     |
| Real Madrid         | España  | 1998      | 0        | 0     |
| Racing de Santander | España  | 1999-2000 | 32       | 4     |
| Defensor Sporting   | Uruguay | 2000      | 22       | 13    |
| Venezia             | Italia  | 2001-2002 | 23       | 5     |
| Torino              | Italia  | 2002-2003 | 18       | 1     |
| Sevilla             | España  | 2003-2004 | 5        | 1     |
| Éibar               | España  | 2005-2006 | 10       | 1     |
| Dijon               | Francia | 2006-2007 | 7        | 2     |
| Mérida              | España  | 2008-2009 | 16       | 2     |

## Palmarés

### Títulos nacionales
| Título              | Club    | País    | Año  |
| ------------------- | ------- | ------- | ---- |
| Campeonato Uruguayo | Peñarol | Uruguay | 1994 |
| Campeonato Uruguayo | Peñarol | Uruguay | 1995 |
| Campeonato Uruguayo | Peñarol | Uruguay | 1996 |